# Vincenzo Vallelonga
Vincenzo Vallelonga (...) è un ex atleta paralimpico australiano, che ha gareggiato nella categoria 1B/TW2.

## Biografia
Atleta che ha gareggiato in carrozzina, ha partecipato a due edizioni dei Giochi paralimpici estivi (1988 e 1992), correndo sulle distanze brevi e nelle staffette. Il suo bilancio comprende dieci finali, con la conquista di sei medaglie, tre d'argento e tre di bronzo.
Nel 1988 ha gareggiato individualmente nei 100 metri piani (argento), nei 200 (quinto posto) e nello slalom (bronzo, ma la disciplina non è stata più proposta in seguito). Ha fatto parte delle due staffette, la 4×100 (argento) e la 4×200 m (bronzo), competizione non più effettuata nelle Paralimpiadi successive.
Nel 1992 non ha vinto medaglie individualmente, pur raggiungendo il quarto posto nei 100 metri piani, l'ottavo nei 200 metri e il nono posto nella maratona. Nelle staffette, avendo come unico compagno (rispetto alla formazione del 1988) Alan Dufty, il team ha ripetuto i precedenti risultati: argento nella staffetta 4×100 metri e bronzo nella staffetta 4×400 metri.

## Palmarès
| Anno | Manifestazione     | Sede       | Evento          | Risultato | Prestazione | Note |
| ---- | ------------------ | ---------- | --------------- | --------- | ----------- | ---- |
| 1988 | Giochi paralimpici | Seul       | 100 m piani 1B  | Argento   | 20"84       |      |
| 1988 | Giochi paralimpici | Seul       | 200 m piani 1B  | 5º        | 41"97       |      |
| 1988 | Giochi paralimpici | Seul       | Slalom 1B       | Bronzo    | 2'33"90     |      |
| 1988 | Giochi paralimpici | Seul       | 4×100 1A-1C     | Argento   | 1'28"14     |      |
| 1988 | Giochi paralimpici | Seul       | 4×200 m 1A-1C   | Bronzo    | 2'41"43     |      |
| 1992 | Giochi paralimpici | Barcellona | 100 m piani TW2 | 4º        | 18"80       |      |
| 1992 | Giochi paralimpici | Barcellona | 200 m piani TW2 | 8º        | 34"55       |      |
| 1992 | Giochi paralimpici | Barcellona | Maratona TW2    | 9º        | 2h17'36"    |      |
| 1992 | Giochi paralimpici | Barcellona | 4×100 m TW1-2   | Argento   | 1'13"22     |      |
| 1992 | Giochi paralimpici | Barcellona | 4×400 m TW1-2   | Bronzo    | 4'54"88     |      |